# Governament financer
S'entén per governament financer el conjunt de processos, regles, normes, valors i institucions a través dels quals els diferents actors (organismes públics locals, estatals i internacionals, així com empreses, moviments socials i ciutadans, entre altres) gestionen les finances, és a dir els sistemes i els mercats financers, en qualsevol territori des de l'escala local a la mundial. Mentre que suma d'elements diversos, ek governament financer presenta una "arquitectura" o "cartografia", és a dir un model formal més o menys estructurat en el qual se situen aquests elements i les relacions que s'estableixen entre ells.
La progressiva globalització dels mercats financers i la influència determinant de l'economia mundial sobre les economies nacionals, que han tingut lloc durant les últimes dècades, provoquen que la problemàtica, els desafiaments i les activitats relacionades amb les finances, és a dir, el governament financera a escala mundial, passen a ocupar avui dia una situació predominant, en comparació de la *gobernanza de les finances que esdevé en escales inferiors i especialment en detriment dels sistemes financers nacionals. Per aqueix motiu serà també objecte d'especial interès en aquesta nota.
Tot sistema financer té per missió fonamental l'aportació, l'autorització i la valorització de crèdit per a la societat de la qual forma part. Segons Dembinski la finança és un subsistema econòmic que compleix tres funcions específiques: a) garantir el tràfic de pagaments; b) recol·lectar l'estalvi i posar-lo al servei de projectes d'inversió; i c) avaluar el risc, atribuir-li un valor i permetre que siga assignat de forma eficient. Segons Germain a la missió principal de qualsevol sistema financer contemporani d'assegurar l'aporte de fons per al desenvolupament de la societat, s'afig la procura d'un cert grau d'equitat social i d'autonomia política.
En l'actualitat el sistema financer es caracteritza per dominar al mercat econòmic pel major valor i la major immediatesa de les seues transaccions, en un context en el qual els dos competeixen en el mateix terrè (ús dels mateixos mitjans de canvi, concretament el mateix sistema monetari).
Des d'una òptica geopolítica, el sistema financer mundial contemporani es caracteritza per una transferència creixent d'influència cap als països emergents a causa de l'expansió econòmica dels seus mercats. Finalment la Crisi financera de 2008 ha posat sobre la taula el debat sobre la necessitat d'un governament que responga a les expectatives del conjunt d'actors del sistema financer. Segons *Germain es tracta de determinar quines organitzacions estan implicades en la governament, i com interactuen, mitjançant normes i acords, en mires a produir sistemes transparents, legítims, eficients i justs.
Arran d'aquesta crisi, un nombre cada vegada major d'autors (veure la secció de propostes) concorden en la necessitat de deixar arrere un model financer orientat cap a la maximització del curt termini i de l'especulació, i entrar en un altre que recupere la seua funció original de suport a l'eficàcia de l'economia productiva com un dels factors generadors de benestar social.
"Des de fa 50 anys les Institucions Financeres Internacionals han travessat una llarga història econòmica i política. El context que treballen i el seu veritable rol han evolucionat radicalment sense que el seu mandat i la seua manera de funcionament hagen evolucionat paral·lelament. Les IFI han mantingut una estructura bàsicament no modificada a pesar de l'evolució radical del seu entorn."

## Remeis ineficaços, contraproductius, i selectius
Les IFI han promocionat remeis contraproductius: la recepta més àmpliament generalitzada per a combatre tant la pobresa (Banc Mundial) com les crisis financeres (FMI) ha estat la liberalització dels mercats, i en la pràctica aquesta ha afavorit en la majoria de casos inversions financeres de tipus especulatiu en lloc d'inversions de tipus productiu. Com a exemple es pot citar Malàisia, país que ha patit en molta menor amidada les conseqüències de la crisi financera asiàtica en 1997, per no haver seguit la recepta de la liberalització i aplicar una política intervencionista en el seu lloc.